# Tanečnica (Mała Fatra)
Tanečnica (1364 m) – zalesione wzniesienie w Krywańskiej części Małej Fatry, w Karpatach Zachodnich na Słowacji. Jest to niewielka odnoga odchodząca od Południowych Skał do górnej części doliny Dierovego potoku zwanej wąwozem Tesná rizňa. Na łagodnym stoku poniżej Tanečnicy znajduje się polana i skrzyżowanie szlaków Pod Tanečnicou.
Tanečnica jest niedostępna turystycznie. Znajduje się na obszarze ochrony ścisłej o nazwie rezerwat Rozsutec